# 慢性辐射综合症
慢性辐射综合症是发生于经年累月的大剂量游离辐射照射后产生的症候群。慢性辐射综合症发展的速度和强度正比于接受到的辐射剂量，也就是说，它完全取决于辐射暴露情况，而辐射引发的癌症则不是如此。慢性辐射综合症和急性辐射综合症的区别在于，患者接受到的辐射剂量低到组织的自然修复能力可以和辐射损伤相抗衡。高到能引发急性症状的辐射（>~0.1 Gy/h）在引发慢性症状之前就足以致命。引发慢性症状的辐射阈值在0.7到1.5Gy之间，速率在0.1Gy/yr以上。 这一数据从克什特姆事故中获得，事故中有66个病患被诊断。 现今仍是草案的一份国际放射防护委员会出版物可能会提高现有的辐射阈值。